# Michel Rahme
Michel Rahme, Miszal Rahma (arab.: ميشال رحمة, Mīšāl Raḥmah) – libański narciarz alpejski, uczestnik Zimowych Igrzysk Olimpijskich 1964 w Innsbrucku.
Najlepszym wynikiem Rahme na zimowych igrzyskach olimpijskich jest 75. miejsce podczas igrzysk w Innsbrucku w gigancie i zjeździe w 1964 roku.
Rahme nigdy nie wziął udziału w mistrzostwach świata.
Rahme nigdy nie wystartował w zawodach Pucharu Świata.

## Osiągnięcia

### Zimowe igrzyska olimpijskie
| Igrzyska       | Konkurencja | Czas    | Wynik | Zwycięzca        |
| -------------- | ----------- | ------- | ----- | ---------------- |
| Innsbruck 1964 | Zjazd       | 3:55.15 | 75.   | Egon Zimmermann  |
| Innsbruck 1964 | Gigant      | 2:42.28 | 75.   | François Bonlieu |
| Innsbruck 1964 | Slalom      | -       | DNQ   | Pepi Stiegler    |